# Natalie Wood
Natalie Wood (născută Natalia Nikolaevna Zaharenko n. 20 iulie 1938, California, SUA – d. 29 noiembrie 1981, Santa Catalina Island⁠(d), California, SUA ) a fost o actriță americană de film. Natalie Wood a fost fiica imigranților ruși Nikolai Stepanovici Zaharenko și  Maria Stepanovna. Natalie Wood a fost căsătorită de două ori cu actorul Robert Wagner. 
În ziua de 29 noiembrie 1981, în timp ce naviga în zona insulei Catalina, împreună cu soțul său în iahtul Splendour, pe care îl posedau, având la bord pe Christopher Walken, cu care juca în filmul „Brainstorm”, și pe căpitanul iahtului, Dennis Davern, în condiții încă neelucidate, actrița a căzut în ocean și s-a înecat.

## Filmografie

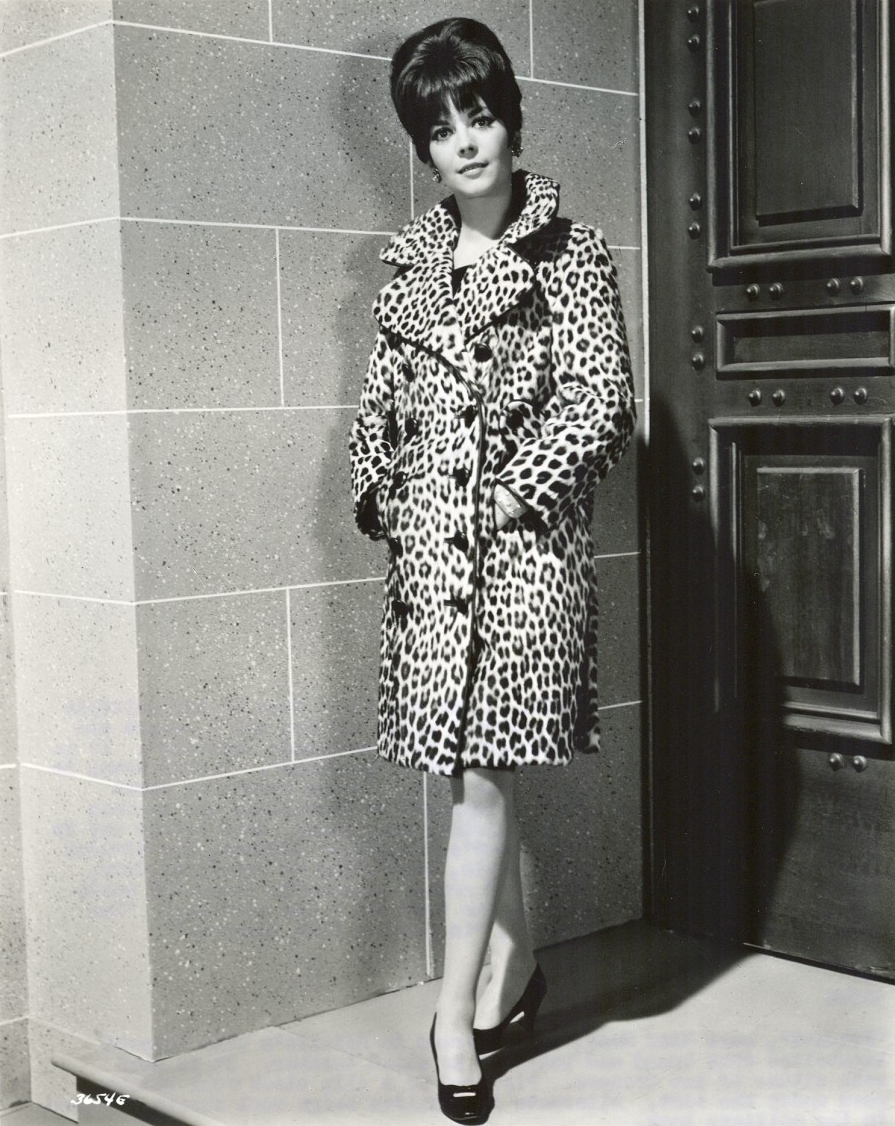
Fotografie publicitară cu Natalie Wood pentru filmul Penelope (1960)

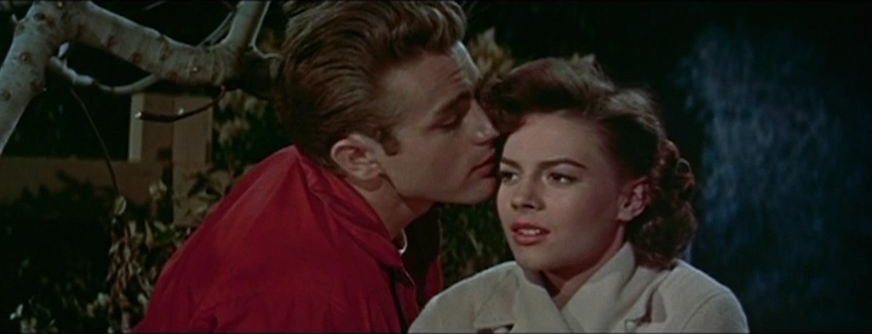
James Dean și Natalie Wood în Rebel fără cauză (1955)

| An   | Titlu                              | Rol                                  | Note |
| ---- | ---------------------------------- | ------------------------------------ | --- |
| 1943 | Happy Land                         | Little girl who drops ice cream cone | uncredited; film debut |
| 1946 | The Bride Wore Boots               | Carol Warren                         | |
| 1946 | Tomorrow Is Forever                | Margaret Ludwig                      | First credited role |
| 1947 | Driftwood                          | Jenny Hollingsworth                  | |
| 1947 | The Ghost and Mrs. Muir            | Anna Muir as a child                 | |
| 1947 | Miracle on 34th Street             | Susan Walker                         | First starring role |
| 1948 | Scudda Hoo! Scudda Hay!            | Bean McGill                          | |
| 1949 | Father Was a Fullback              | Ellen Cooper                         | |
| 1949 | The Green Promise                  | Susan Anastasia Matthews             | |
| 1949 | Chicken Every Sunday               | Ruth Hefferan                        | |
| 1950 | Never a Dull Moment                | Nancy 'Nan' Howard                   | |
| 1950 | The Jackpot                        | Phyllis Lawrence                     | |
| 1950 | Our Very Own                       | Penny Macaulay                       | |
| 1950 | No Sad Songs for Me                | Polly Scott                          | |
| 1951 | The Blue Veil                      | Stephanie Rawlins                    | |
| 1951 | Dear Brat                          | Pauline Jones                        | |
| 1952 | The Star                           | Gretchen Drew                        | |
| 1952 | Just for You'                      | Barbara Blake                        | |
| 1952 | The Rose Bowl Story                | Sally Burke                          | |
| 1954 | The Silver Chalice                 | Helena as a child                    | |
| 1955 | Rebel Without a Cause              | Judy                                 | Nominated: Academy Award for Best Supporting Actress |
| 1955 | One Desire                         | Seely Dowder                         | |
| 1956 | The Girl He Left Behind            | Susan Daniels                        | |
| 1956 | The Burning Hills                  | Maria Christina Colton               | |
| 1956 | A Cry in the Night                 | Liz Taggert                          | |
| 1956 | The Searchers                      | Debbie Edwards (older)               | |
| 1957 | Bombers B-52                       | Lois Brennan                         | |
| 1958 | Kings Go Forth                     | Monique Blair                        | |
| 1958 | Marjorie Morningstar               | Marjorie Morgenstern                 | |
| 1960 | All the Fine Young Cannibals       | Sarah 'Salome' Davis                 | |
| 1960 | Cash McCall                        | Lory Austen                          | |
| 1961 | West Side Story                    | Maria                                | |
| 1961 | Splendor in the Grass              | Wilma Dean Loomis                    | Nominated: Academy Award for Best Actress Nominated: BAFTA Award for Best Foreign Actress Nominated: Golden Globe Award for Best Actress – Motion Picture Drama                    |
| 1962 | Gypsy                              | Louise                               | Nominated: Golden Globe Award for Best Actress – Motion Picture Musical or Comedy                                                                                                  |
| 1963 | Love with the Proper Stranger      | Angie Rossini                        | 1st Runner-up: New York Film Critics Circle Award for Best Actress Nominated: Academy Award for Best Actress Nominated: Golden Globe Award for Best Actress – Motion Picture Drama |
| 1964 | Sex and the Single Girl            | Helen Gurley Brown                   | |
| 1965 | Inside Daisy Clover                | Daisy Clover                         | Nominated: Golden Globe Award for Best Actress – Motion Picture Musical or Comedy Won: World Film Favorite – Female                                                                |
| 1965 | The Great Race                     | Maggie DuBois                        | |
| 1966 | Penelope                           | Penelope Elcott                      | |
| 1966 | This Property Is Condemned         | Alva Starr                           | Nominated: Golden Globe Award for Best Actress – Motion Picture Drama |
| 1969 | Bob & Carol & Ted & Alice          | Carol Sanders                        | |
| 1972 | The Candidate                      | Herself                              | cameo |
| 1973 | The Affair                         | Courtney Patterson                   | TV movie |
| 1975 | Peeper                             | Ellen Prendergast                    | |
| 1976 | Cat on a Hot Tin Roof              | Maggie                               | TV movie |
| 1979 | From Here to Eternity              | Karen Holmes                         | Golden Globe Award for Best Actress – Television Series Drama |
| 1979 | The Cracker Factory                | Cassie Barrett                       | TV movie |
| 1979 | Meteor                             | Tatiana Nikolaevna Donskaya          | |
| 1980 | The Last Married Couple in America | Mari Thompson                        | |
| 1980 | The Memory of Eva Ryker            | Eva/Claire Ryker                     | TV movie |
| 1980 | Willie & Phil                      | Herself                              | (cameo) |
| 1983 | Brainstorm                         | Karen Brace                          | Nominated: Saturn Award for Best Supporting Actress |

| An   | Titlu                   | Rol                     | Note                              |
| ---- | ----------------------- | ----------------------- | --------------------------------- |
| 1953 | Jukebox Jury            | as Herself              | Guest appearance                  |
| 1953 | The Pride of the Family | Ann Morrison            | One season                        |
| 1954 | The Public Defender     | Rene Marchand           | One episode, "Return of the Dead" |
| 1969 | Bracken's World         | Cameo                   | Guest appearance                  |
| 1978 | Switch                  | Girl in the Bubble Bath | Guest Appearance                  |
| 1979 | Hart to Hart            | Movie Star              | Pilot episode, as Natasha Gurdin  |

## Premii
| An   | Organizație                             | Premiu                              | Film                                                | Rezultat                  |
| ---- | --------------------------------------- | ----------------------------------- | --------------------------------------------------- | ------------------------- |
| 1946 | Box Office Magazine                     | Most Talented Young Actress of 1946 | Tomorrow Is Forever                                 | Câștigat                  |
| 1956 | National Association of Theatre Owners  | Star of Tomorrow Award              |                                                     | Câștigat                  |
| 1957 | Golden Globe Award                      | New Star of the Year – Actress      | Rebel Without a Cause                               | Câștigat                  |
| 1958 | Golden Laurel Awards                    | Top Female Dramatic Performance     | Marjorie Morningstar                                | Nominated                 |
| 1958 | Golden Laurel Awards                    | Top Female Star                     |                                                     | Nominalizare (13th place) |
| 1959 | Golden Laurel Awards                    | Top Female Star                     |                                                     | Nominalizare (7th place)  |
| 1960 | Golden Laurel Awards                    | Top Female Star                     |                                                     | Nominalizare (9th place)  |
| 1961 | Grauman's Chinese Theatre               | Handprint Ceremony                  |                                                     | Inducted                  |
| 1961 | Golden Laurel Awards                    | Top Female Star                     |                                                     | Nominalizare (14th place) |
| 1962 | Golden Laurel Awards                    | Top Female Dramatic Performance     | Splendor in the Grass                               | Nominated                 |
| 1962 | Golden Laurel Awards                    | Top Female Star                     |                                                     | Nominalizare (5th place)  |
| 1963 | Golden Laurel Awards                    | Top Female Musical Performance      | Gypsy                                               | Nominated                 |
| 1963 | Golden Laurel Awards                    | Top Female Star                     |                                                     | Nominalizare (2nd place)  |
| 1964 | Mar del Plata Film Festival             | Best Actress                        | Greșeala unei nopți (Love with the Proper Stranger) | Câștigat                  |
| 1964 | New York Film Critics Circle Awards     | Best Actress                        | Love with the Proper Stranger                       | Nominated                 |
| 1964 | Golden Laurel Awards                    | Top Female Dramatic Performance     | Love with the Proper Stranger                       | Nominated                 |
| 1964 | Golden Laurel Awards                    | Top Female Star                     |                                                     | Nominalizare (3rd place)  |
| 1965 | Golden Laurel Awards                    | Top Female Star                     |                                                     | Nominalizare (6th place)  |
| 1966 | Golden Globe Award                      | World Film Favorite                 |                                                     | Câștigat                  |
| 1966 | Golden Laurel Awards                    | Top Female Star                     |                                                     | Nominalizare (8th place)  |
| 1967 | Golden Laurel Awards                    | Top Female Star                     |                                                     | Nominalizare (3rd place)  |
| 1968 | Golden Laurel Awards                    | Top Female Star                     |                                                     | Nominalizare (12th place) |
| 1970 | Golden Laurel Awards                    | Top Female Star                     |                                                     | Nominalizare (9th place)  |
| 1971 | Golden Laurel Awards                    | Top Female Star                     |                                                     | Nominalizare (9th place)  |
| 1986 | Hollywood Chamber of Commerce           | Hollywood Walk of Fame              |                                                     | Inducted                  |
| 2011 | Palm Springs, California, Walk of Stars | Golden Palm Star                    |                                                     | Inducted                  |